# Операция (психология)
Операция (англ. oрeration) - составляющая деятельности человека, соотносимая с задачей (объективно-предметными условиями достижения целей).
А. Н. Леонтьев считал операцию способом осуществления действия. Цель, соотносимая с действием, может быть достигнута при разных условиях: иначе говоря, одно действие может быть реализовано разными операциями. Одна и та же операция может входить в разные действия.
Действие, меняя свою направленность, становится условием осуществления другого действия, обеспечивающим достижение новой цели. Большинство операций являются результатом результат и овладения общественно выработанными способами действий, зачастую закрепленных в орудиях действия (напр., в счетах оформлены счетные операции). Сознательная операция первоначально формируется в качестве сознательного целенаправленного действия (это справедливо как для двигательных, так и для умственных операций), однако не всякая операция является сознательной. Более того, чаще всего, операция является бессознательным способом выполнения действия.
Операции - это относительно самостоятельные акты, содержание которых отвечает условиям, в которых он находится. В отличие от деятельности и действия, Операции объясняются условиями предметной ситуации, в них воплощены различные социально выработанные схемы поведения, обусловливающие содержание операции.
Устойчивый направленный характер протекания операции определяется операциональной установкой.
Операции бывают двух видов, возникают:
1) путем адаптации, подражания; они неосознаваемы и не могут вызываться в сознание даже специальными усилиями;
2) из действий путем их автоматизации; они находятся на границе сознания и могут стать осознаваемыми.
Любое сложное действие состоит из определенных действий и неких подлежащих им операций. Граница слоев действий и операций смыта: движение вверх - превращение неких действий в операции - увеличение единиц деятельности; движение вниз - из операций в действия - дробление деятельности.
В зависимости от происхождения операции выделяются:
приспособительные и сознательные.
Пиаже описал генезис операций при формировании у ребенка понятий движения, скорости, числа, времени и пространства.
Согласно Ж. Пиаже, операции – это интериоризованные обратимые и скоординированные в связные структуры действия, выступающие как психологические механизмы мышления. Развитие операторных структур подчиняется действию закона саморегуляции. Сами структуры подчиняются закону целостности.

## Примеры
Операция счета закреплена в своем орудии действия - в счетах.
Схемы употребления орудий или принятые в определенной культуре нормы этикета.